# Khu rừng cổ tích
Khu rừng cổ tích (tựa tiếng Anh: Into the Woods) là một bộ phim nhạc kịch tưởng tượng năm 2014 của Mỹ do Walt Disney Pictures sản xuất. Bộ phim do Rob Marshall làm đạo diễn và đồng sản xuất, kịch bản do James Lapine viết từ vở nhạc kịch cùng tên từng đoạt giải Tony của ông và Stephen Sondheim. Khu rừng cổ tích có sự tham gia của các diễn viên Meryl Streep, Emily Blunt, James Corden, Anna Kendrick, Chris Pine, Lilla Crawford, Daniel Huttlestone, Tracey Ullman, Christine Baranski, Mackenzie Mauzy, Billy Magnussen, và Johnny Depp. Chuyển thể từ một số câu chuyện cổ tích của anh em nhà Grimm gồm Cô bé quàng khăn đỏ, Cô bé Lọ Lem, Jack và cây đậu thần, và Rapunzel, bộ phim thuộc thể loại tưởng tượng tập trung vào một cặp vợ chồng không thể sinh con, những người được đặt ra để phá bỏ một lời nguyền được nguyền lên họ bởi một phù thủy đầy hận thù.
Khu rừng cổ tích đã có buổi khởi chiếu ra mắt tại Nhà hát Ziegfeld ở New York vào ngày 8 tháng 12 năm 2014 và sẽ được công chiếu rộng rãi tại các rạp phim vào ngày 25 tháng 12 năm 2014.

## Nội dung
Baker và vợ của anh muốn có một đứa con nhưng phải khổ sở dưới một lời nguyền được nguyền lên gia đình của Baker bởi một phù thủy, bà đã thấy cha của Baker trộm vườn của mình khi mẹ của anh đang mang thai, cha anh đã lấy cắp những hạt đậu thần kỳ trong khu vườn làm bà ta bị phá hoại nhan sắc, đây là lý do khiến phù thủy hận thù và buông lời nguyền rủa xuống gia đình anh. Phù thủy gợi ý cách hóa giải lời nguyền, nhưng chỉ khi Baker và vợ của anh tìm được bốn vật quan trọng theo yêu cầu của bà: một con bò trắng như sữa, một tấm áo choàng đỏ như máu, tóc vàng như bắp và đôi giày thuần như vàng.
Yêu cầu của Phù thủy dẫn Baker và Vợ anh đến gặp Jack, cậu đã bán con bò sữa trắng yêu quý của mình cho Baker để đổi lấy hạt đậu ma thuật của cha Baker để lại cho anh (cha anh đã trộm từ vườn của Phù thủy), hạt đậu sẽ nhanh chóng trở thành một cây đậu khổng lồ; với Cô bé quàng khăn đỏ, chiếc áo choàng đỏ ngọc của cô đã làm vợ chồng Baker chú ý khi cô dừng lại mua kẹo trên đường đến nhà bà ngoại; với Rapunzel, Vợ của Baker đã đi ngang qua tháp của cô trong rừng; còn Lọ Lem đã gặp Vợ của Baker khi đang chạy trốn khỏi Hoàng tử sau đêm dạ tiệc.
Sau một loạt các lần trắc trở và thất bại, Baker và Vợ của anh cuối cùng cũng có thể thu thập các vật cần thiết để phá bỏ lời nguyền khi Baker cứu Cô bé quàng khăn đỏ khỏi Chó sói. Trong khi đó, những người khác đều có được kết thúc có hậu cho riêng họ: Lọ Lem kết hôn với Hoàng tử. Jack cho mẹ mình cuộc sống sung túc bằng của cải ăn cắp được của Người khổng lồ trên bầu trời và giết Người khổng lồ bằng cách chặt đứt cây đậu thần, và Phù thủy lấy lại được sắc đẹp và tuổi xuân sau khi uống thuốc giải.
Tuy nhiên, mỗi người học được rằng "hạnh phúc mãi mãi về sau" là không phải quá hạnh phúc: Baker lo lắng rằng mình là một người cha nghèo khổ với đứa con mới sinh của mình, Vợ của Baker khiến Hoàng tử phải lòng, Lọ Lem thất vọng vì Hoàng tử gian dối, và Phù thủy nhận ra rằng bà đã mất đi quyền năng của mình sau khi phục hồi tuổi xuân.
Sự phát triển của cây đậu thần thứ hai từ hạt đậu ma thuật cuối cùng còn lại mở đường cho Vợ của Người khổng lồ leo xuống đe dọa tới vương quốc và người dân nếu họ không giao nộp Jack ra trừng phạt vì tội giết con bà.
Các nhân vật tranh luận về đạo lý nếu giao nộp Jack. Trong lúc này, Mẹ và Bà của Cô bé quàng khăn đỏ, Mẹ của Jack và Vợ của Baker bị giết chết. Các nhân vật nhanh chóng đổ lỗi cho nhau vì những ham muốn cá nhân của họ mà dẫn đến thảm kịch, cuối cùng họ đổ mọi tội lỗi cho Phù thủy. Bà trách mắng họ chưa đủ khả năng chấp nhận trách nhiệm của bản thân và sau đó biến mất.
Những người còn lại hăm dọa giết Mẹ của Người khổng lồ, mặc cho Lọ Lem và Baker ra sức giải thích cho sự quẫn trí của Cô bé quàng khăn đỏ và Jack về đạo lý phức tạp của thù hận và báo thù.
Cuối cùng, Vợ của Người khổng lồ bị giết chết, các nhân vật đi về phía trước với cuộc sống đổ nát của họ: Baker theo suy nghĩ của vợ ông sẽ trở thành một người cha tốt, Lọ Lem rời bỏ Hoàng tử và quyết định đến giúp đỡ Baker, Cô bé quàng khăn đỏ và Jack giờ đây trở thành trẻ mồ côi, sống với Baker và Lọ Lem. Baker kể cho con trai của ông về câu chuyện của mình - "Ngày xửa ngày xưa..."

## Diễn viên
- Meryl Streep vai Phù thủy[5]
- Emily Blunt vai Vợ của Baker[6]
- James Corden vai Baker[7]
- Anna Kendrick vai Lọ Lem[8]
- Chris Pine vai Hoàng tử của Lọ Lem[9]
- Johnny Depp vai Chó Sói[10]
- Lilla Crawford vai Cô bé quàng khăn đỏ[11]
- MacKenzie Mauzy vai Rapunzel[12]
- Daniel Huttlestone vai Jack[13]
- Tracey Ullman vai Mẹ của Jack[14]
- Christine Baranski vai Mẹ kế của Lọ Lem[15]
- Tammy Blanchard vai Florinda[6]
- Lucy Punch vai Lucinda[6]
- Billy Magnussen vai Hoàng tử của Rapunzel[16]
- Annette Crosbie vai Bà của Cô bé quàng khăn đỏ[17]
- Joanna Riding vai Mẹ của Lọ Lem[17]
- Frances de la Tour vai Vợ của Người khổng lồ[17]
- Richard Glover vai Steward[17]
- Simon Russell Beale vai Cha của Baker[17]

## Từ sân khấu đến màn ảnh và những thay đổi
Vào tháng 6 năm 2014, Stephen Sondheim tiết lộ rằng Disney đã quyết định thực hiện một số thay đổi trong cốt truyện chính của bộ phim để làm cho nó thích hợp hơn với đối tượng khán giả gia đình và ông đã chấp nhận.
Sondheim đến Sardi tại thành phố New York để thảo luận với một vài giáo viên trung học về các thay đổi mà mọi người sẽ mong đợi ở bộ phim. Khi một giáo viên dấy lên lo ngại về mối quan hệ giữa Cô bé quàng khăn đỏ và Chó sói, với lý do "không chung thủy, một con sói dâm đãng, toàn bộ quan hệ với Cô bé quàng khăn đỏ đều là tình dục," Sondheim trả lời: "Vâng, bạn sẽ cảm thấy rất hạnh phúc nếu biết rằng Disney đã có sự phản đối tương tự."
Ông nói thêm, "Bạn sẽ thấy trong phim Rapunzel không bị giết, và Hoàng tử không ngoại tình với Vợ của Baker." Sondheim giải thích, "bạn biết đấy, nếu tôi là một giám đốc điều hành Disney có lẽ tôi sẽ nói những điều tương tự." Khi được hỏi, "Bạn có thể cho (sinh viên) đọc bản gốc và sau đó thảo luận về lý do tại sao Rapunzel lại không được chết trong phiên bản phim?" Sondheim trả lời: "Chúng tôi đã làm điều đó, nhưng chỉ nhận được sự tức giận từ họ (Disney). Họ cảm thấy bị kiểm soát, họ cảm thấy không được tin tưởng. Và họ đã đúng. Nhưng bạn phải giải thích cho họ rằng kiểm soát là một phần của đạo đức nghề nghiệp khắt khe của chúng tôi, và đó là một cái gì đó mà chúng ta sẽ phải đối mặt với nó. Cần phải có một thời điểm mà bạn không thỏa hiệp nữa, nhưng điều đó có thể có nghĩa là bạn sẽ không có được bất cứ ai mua để bán bức tranh của bạn hoặc biểu diễn vở nhạc kịch của bạn. Bạn phải đối mặt với thực tế."
Một giáo viên khác hỏi rằng bài hát "Any Moment" được viết cho phân đoạn Hoàng tử và Vợ của Baker gặp nhau, sẽ giữ lại. "Bài hát được cắt bỏ" Sondheim nói. Đó là tin buồn cho fan của vở nhạc kịch gốc, khiến ông phải nói với những người tham dự, "Tôi xin lỗi. Tôi nên nói, nó có thể bị cắt bỏ." Sondheim nói với các fan rằng anh và James Lapine đã chiến đấu để đưa các bài hát vào phim. "Nhưng Disney cho biết, họ không muốn Rapunzel chết, vì vậy họ đã viết lại tình tiết đó," nhà soạn nhạc giải thích. "Tôi sẽ không nói cho bạn biết những gì sẽ xảy ra, nhưng chúng tôi đã viết một bài hát mới để thay thế nó." Sondheim tiết lộ rằng phiên bản phim sẽ có hai ca khúc mới: một bài có tên gọi là "Rainbows", và một bài khác viết cho Phù thủy.. Bài hát "She'll Be Back", được viết bởi Sondheim dành riêng cho Streep, bài hát này đã bị cắt khỏi bộ phim, nhưng sẽ xuất hiện trong bản phát hành DVD.
Sondheim sau đó tuyên bố, nói rằng bộ phim là một chuyển thể trung thực từ vở nhạc kịch và là "một bộ phim hạng nhất"; Hoàng tử không có ngoại tình với Vợ của Baker, "Any Moment" sẽ xuất hiện trong bộ phim, và rằng tất cả các báo cáo liên quan đến các thay đổi đã sai.
Marshall sau đó nói với Entertainment Weekly rằng người hâm mộ không nên lo lắng về những thay đổi. Một trong những thay đổi là Rapunzel không có số phận giống như cô ấy trong vở nhạc kịch gốc. Marshall nói với EW, "kết thúc của Rapunzel vẫn còn khá tối, nó chỉ là một dạng khác đen tối, và nó chỉ là đau khổ, và chỉ là buồn bã." Đạo diễn cũng nói với EW rằng "Ever After" bây giờ là một bản nhạc không lời. Hai ca khúc mới "Rainbows" và "She'll Be Back" của Sondheim đã bị cắt khỏi bộ phim. Ông kết luận, "Bộ phim sẽ rất trong sáng khi người ta đi xem nó. Họ sẽ hiểu tất cả". Các tình tiết tình dục ngoài luồng giữa Chó Sói và Cô Bé Quàng Khăn Đỏ cũng được xén bỏ để tránh những gợi ý quá rõ ràng về lạm dụng tình dục trẻ em.
Những thay đổi khác bao gồm có người dẫn chuyện bây giờ chính là giọng nói của Baker. Vai trò của "Người đàn ông bí ẩn", mà hóa ra là cha của Baker, bây giờ chỉ là một vai nhỏ trong các nhân vật ma quái. Ngoài ra, các tình tiết phụ như hai hoàng tử có vấn đề với Bạch Tuyết và Người đẹp ngủ trong rừng cũng bị loại bỏ. Cái chết của mẹ của Jack ít bạo lực trong phiên bản này; trên sân khấu, Steward đánh bà đến chết bằng cây gậy của mình, còn trong phim, ông chỉ đơn giản là xô ngã bà xuống đất và bà đập đầu vào một khúc gỗ mà chết. Vai diễn nhỏ của cha Lọ Lem cũng được cắt bỏ, và thay vào đó được nhắc đến như là đã chết. Một khác biệt nữa là trong vở kịch sân khấu, sau khi Rapunzel bị trục xuất, cô mang thai đôi. Điều này không xuất hiện trong bộ phim.

## Quá trình sản xuất

### Nỗ lực phát triển
Nỗ lực ban đầu trong việc chuyển thể Khu rừng cổ tích thành phim xảy ra vào những năm đầu thập niên 1990, với một kịch bản được viết bởi Lowell Ganz và Babaloo Mandel. Một buổi hợp báo đã được tổ chức với một dàn diễn viên bao gồm Robin Williams vai Baker, Goldie Hawn vai Vợ của Baker, Cher vai Phù thủy, Danny vai Người khổng lồ, Steve Martin vai Chó sói, và Roseanne Barr vai Mẹ của Jack. Đến năm 1991, Columbia Pictures và Jim Henson Productions cũng đang phát triển một bộ phim với Craig Zadan là nhà sản xuất và Rob Minkoff làm đạo diễn. Năm 1997, Columbia có một sự thay đổi với Minkoff vẫn giữ vai trò đạo diễn, và Billy Crystal, Meg Ryan, Susan Sarandon được báo cáo trong các cuộc đàm phán trở thành ngôi sao của phim. Theo bài báo của Variety, bộ phim chuyển thể của Khu rừng cổ tích vẫn không thành công sau 15 năm.

### Phát triển ở Disney
Sau thành công của Chicago vào năm 2002, đạo diễn Rob Marshall tiếp cận Stephen Sondheim khi anh có ý định chuyển thể một trong các vở nhạc kịch của ông như Follies và Sweeney Todd, nhưng Sondheim đề xuất Khu rừng cổ tích thay thế. Marshall đồng ý, tuy vậy dự án bị hoãn lại một thời gian vì Marshall rút khỏi dự án để đạo diễn bộ phim Memoirs of the Geisha và Nine. Năm 2011, Marshall đã nhen nhóm quan tâm của mình vào dự án sau khi nghe bài phát biểu của Tổng thống Barack Obama cho lễ tưởng niệm 10 năm cuộc khủng bố ngày 11 tháng 9. Marshall tin chắc rằng Khu rừng cổ tích sẽ là "một câu chuyện cổ tích cho các thế hệ sau 11/9". Vào tháng 1 năm 2012, Marshall tiếp cận Walt Disney Pictures, vừa sản xuất xong Cướp biển vùng Caribbe: Dòng thủy triều lạ và gửi những ý tưởng cho xưởng phim, với Lapine viết kịch bản và Sondheim "dự kiến" để viết bài hát mới. Người từng đoạt giải Oscars Dion Beebe, người trước đây đã hợp tác với Marshall trong Chicago, Memoirs of a Geisha và Nine, đảm nhận vai trò nhà quay phim. Sondheim đã xác nhận rằng một bài hát mới đã được viết cho bộ phim. Trong tháng 6 năm 2013, The Walt Disney Studios tuyên bố rằng bộ phim đã được khởi quay, và được lên kế hoạch phát hành cho ngày Giáng Sinh năm 2014.
Với sự hậu thuẫn của Disney, một buổi họp báo đã diễn ra vào tháng 10 năm 2012 cho biết chỉ đạo kịch bản sẽ do Marshall đảm nhận, dàn diễn viên mới cũng được tiết lộ với Nina Arianda vai Vợ của Baker, Victoria Clark vai Mẹ của Lọ Lem/Granny/Giant, James Corden vai Baker, Donna Murphy vai Phù thủy, Christine Baranski vai Mẹ kế của Lọ Lem, Tammy Blanchard vai Florinda, Ivan Hernandez vai Chó Sói, Megan Hilty vai Lucinda, Cheyenne Jackson vai Hoàng tử của Rapunzel, Allison Janney vai Mẹ của Jack, Anna Kendrick vai Lọ Lem, Michael McGrath vai Steward/Mysterious Man, Laura Osnes vai Rapunzel, Taylor Trensch vai Jack, Casey Whyland vai Cô bé quàng khăn đỏ, và Patrick Wilson vai Hoàng tử của Lọ Lem. Một tin tức ngoài lề vào tháng 1 năm 2013 cho rằng Meryl Streep đã được chọn để vào vai Phù thủy. Cũng trong tháng đó, bộ phim được thông báo rằng Janney đã xác nhận tham gia bộ phim. Tuy nhiên, Tracey Ullman đã thay Allison Janney vào vai Mẹ của Jack.

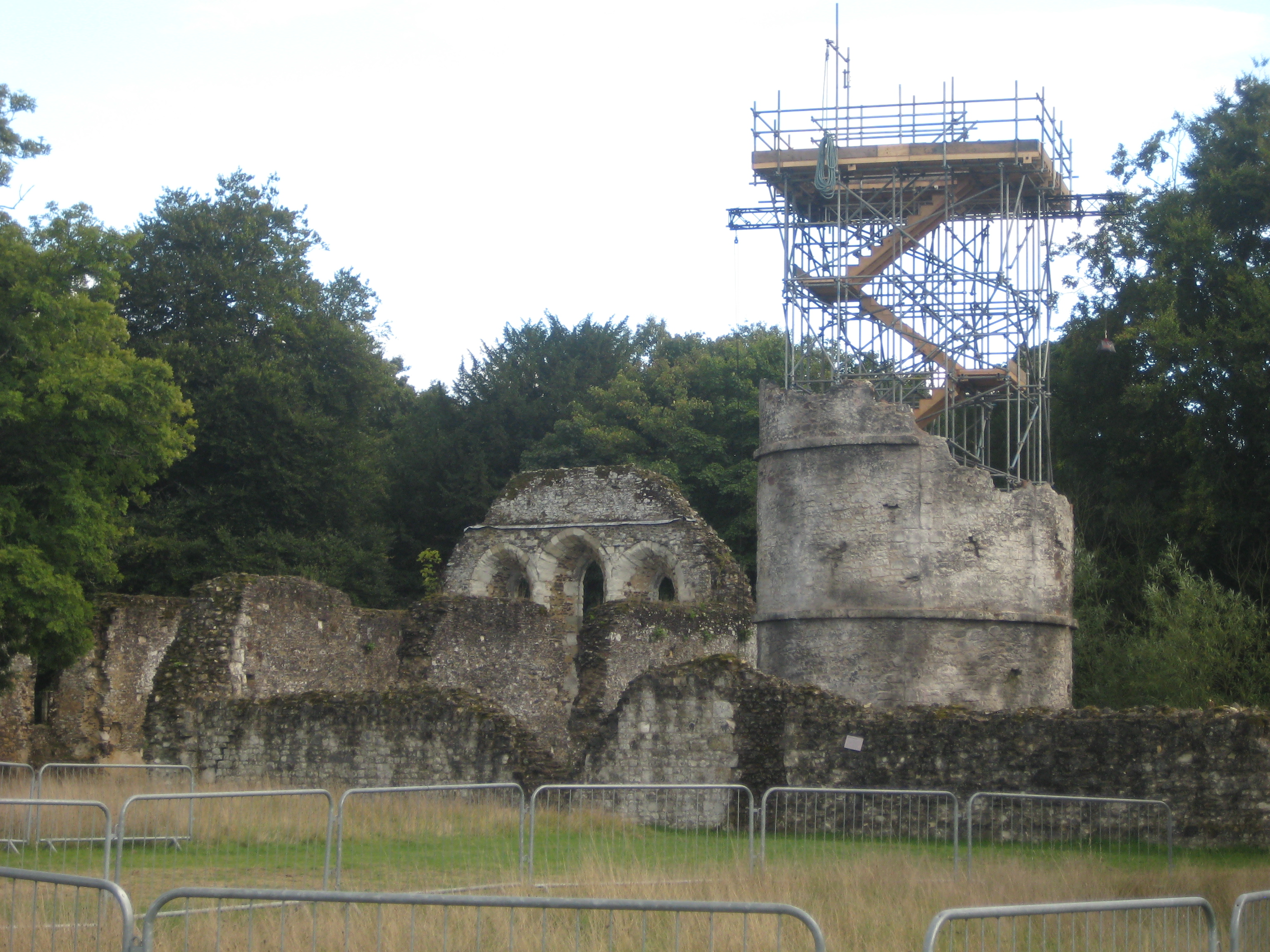
Tháp của Rapunzel được xây dựng tahu Waverley Abbey ở Farnham, Surrey.

Vào tháng 4 năm 2013, trong cuộc điều chỉnh cuối cùng, Johnny Deep cùng với Streep, đã tham gia bộ phim. Trong tháng Năm, James Corden, người đã tham gia vào vai người dẫn chuyện, đang có cuộc xem xét để nhận vai Baker. Vào ngày 10 tháng 5, Disney khẳng định vai của Streep, Johnny Depp, và Corden lần lượt là Phù thủy, Chó sói, và Baker. Cũng trong tháng đó, Emily Blunt và Christine Baranski được chọn lần lượt vào vai Vợ của Baker và Mẹ kế của Cinderella, trong khi Jake Gyllenhaal và Chris Pine đang được xem xét để vào vai các Hoàng tử. Tuy nhiên, Gyllenhaal đã rút khỏi bộ phim do trùng lịch trình với một bộ phim khác, Nightcrawler sau đó đã được thay thế bởi Billy Magnussen. Một tháng sau, Anna Kendrick được sắp xếp để vào vai Lọ Lem trong phim. Trong tháng Bảy, Mackenzie Mauzy, Tammy Blanchard, Lucy Punch và Daniel Huttlestone tham gia diễn xuất. Sophia Grace Brownlee được chọn vào vai Cô bé quàng khăn đỏ. Brownlee đã gây tranh cãi do tuổi tác của cô và mối quan hệ tình dục giữa Đỏ và Chó Sói.
Dàn diễn viên chính thức và bản tóm tắt cốt truyện của bộ phim đã được tiết lộ tại Triển lãm D23 diễn ra vào ngày 10 tháng 8 năm 2013. Ngày 16 tháng 9 năm 2013, Lilla Crawford được xác nhận sẽ vào vai nhân vật Cô bé Quàng Khăn Đỏ, mặc dù báo cáo trước đây từng đề xuất Brownlee. Sau đó, Dominic Brownlee nói về con gái mình, rút Sophia Grace ra khỏi bộ phim, cô nói rằng: "Sau khi xem xét cẩn thận, chúng tôi cha mẹ của Sophia Grace, cảm thấy từ buổi diễn tập rằng cô còn quá trẻ cho phần này. Đó là một quyết định chung giữa chúng tôi và đạo diễn và nhà sản xuất của Khu rừng cổ tích, rút Sophia Grace ra khỏi bộ phim". Những vai diễn khác của Richard Glover, Frances de la Tour, Simon Russell Beale, Joanna Riding và Annette Crosbie sau đó cũng được công bố cùng ngày.

### Quay phim
Bộ phim bắt đầu quay các cảnh chính ở Shepperton Studios, London vào tháng 9 năm 2013, các cảnh khác được quay tại Lâu đài Dover, Waverley Abbey và Công viên Richmond. Việc quay phim kết thúc vào ngày 27 tháng 11 năm 2013. Nhưng vào ngày 14 tháng 7 năm 2014, Steve Baldwin đã đăng lên mạng xã hội rằng việc quay lại đã được thực hiện trong suốt tháng 7. Tuy nhiên, tháng sau đó Rob Marshall phủ nhận việc quay lại bộ phim. Thay vào đó, họ mất ba ngày để quay thêm những cảnh quan trọng đã được thêm vào kịch bản thêm vào kịch bản sau khi Disney sàn lọc nội dung phim.

### Âm nhạc
Thay vì hát trực tiếp, phần lớn các bài hát được thu âm trước bởi các diễn viên. Album nhạc phm đã được phát hành bởi Walt Disney Records vào ngày 16 Tháng 12 2014.

## Phát hành
Bộ phim được giới thiệu lần đầu tiên trước công chúng tại hội nghị Disney D23 năm 2013. Đoạn phim giới thiệu những thước phim đầu tiên chính thức ra mắt vào ngày 31 tháng 7 năm 2014. Một đoạn phim đã được phát hành hé lộ hậu trường và giọng hát của Streep, Kendrick, Blunt và những người khác. Một đoạn phim giới thiệu thứ hai được phát hành vào ngày 6 tháng 11 năm 2014.
Bộ phim đã tổ chức buổi chiếu ra mắt thế giới tại Nhà hát Ziegfeld ở thành phố New York vào ngày 08 tháng 12, năm 2014. Sau đó được phát hành rộng rãi tại các rạp ở Mỹ vào ngày 25 Tháng 12 năm 2014.

## Đón nhận

### Doanh thu phòng vé
Khu rừng cổ tích bắt đầu trình chiếu trên khắp các rạp ở Bắc Mỹ vào ngày 24 tháng 12 năm 2014 và thu được $ 1.100.000 từ khuya đêm Giáng Sinh và $ 15.080.000 trong ngày công chiếu (tính luôn ngày xem trước) từ 2.440 rạp chiếu. Đây là phim có doanh thu mở màn cao thứ 4 dịp Giáng Sinh và cao thứ 6 dịp Giáng Sinh mọi thời đại. Bộ phim là một trong bốn phim được phát hàn rộng rãi vào ngày 25 tháng 12năm 2014. Ba bộ phin khác là Unbroken của Universal Pictures (3.131 rạp), The Gambler của Paramount Pictures (2.478 rạp), và Big Eyes của TWC (1.307 rạp). Bộ phim thu được $ 31.021.000 trong truyền thống ba ngày đầu công chiếu (tổng cộng 47.100.000 $ nếu tính luôn cả ngày Giáng sinh) ra mắt ở vị trí #3 trên bảng xếp hạng doanh thu phòng vé sau The Hobbit: The Battle of the Five quân và Unbroken, đây là bộ phim nhạc kịch có doanh thu mở màn cao thứ 3 mọi thờ đại sau High School Musical 3: Lễ tốt nghiệp ($ 42 triệu) và Chuyện thần tiên ở New York(34.400.000 $). Trong cuộc thăm dò của CinemaScore tiến hành trong tuần đầu, khán giả tại các rạp phim đã cho Khu rừng cổ tích điểm trung bình của B trên một thang điểm từ A+ tới F.

### Giải thưởng
| Các giải thưởng                                      | Các giải thưởng           | Các giải thưởng                                                | Các giải thưởng | Các giải thưởng |
| Giải thưởng                                          | Ngày diễn ra lễ trao giải | Hạng mục                                                       | Đề cử/Người được đề cử | Kết quả         |
| ---------------------------------------------------- | ------------------------- | -------------------------------------------------------------- | --- | --------------- |
| American Film Institute                              | ngày 9 tháng 12 năm 2014  | Top Ten Films of the Year                                      | Into the Woods | Đoạt giải       |
| Broadcast Film Critics Association                   | ngày 15 tháng 1 năm 2015  | Best Supporting Actress                                        | Meryl Streep | Chưa công bố    |
| Broadcast Film Critics Association                   | ngày 15 tháng 1 năm 2015  | Best Acting Ensemble                                           | Đoàn diễn viên của Into the Woods | Chưa công bố    |
| Broadcast Film Critics Association                   | ngày 15 tháng 1 năm 2015  | Best Art Direction                                             | Dennis Gassner/Production Designer, Anna Pinnock/Set Decorator | Chưa công bố    |
| Broadcast Film Critics Association                   | ngày 15 tháng 1 năm 2015  | Best Costume Design                                            | Colleen Atwood | Chưa công bố    |
| Broadcast Film Critics Association                   | ngày 15 tháng 1 năm 2015  | Best Hair & Makeup                                             | | Chưa công bố    |
| Chicago Film Critics Association                     | ngày 15 tháng 12 năm 2014 | Best Art direction/Production Design                           | Dennis Gassner, Anna Pinnock | Đề cử           |
| Detroit Film Critics Society                         | ngày 15 tháng 12 năm 2014 | Best Ensemble                                                  | The Cast of Into the Woods | Đề cử           |
| Florida Film Critics Circle                          | ngày 19 tháng 12 năm 2014 | Best Art Direction/Production Design                           | Dennis Gassner, Anna Pinnock | Đề cử           |
| Golden Globe Awards                                  | ngày 11 tháng 1 năm 2015  | Best Motion Picture – Musical or Comedy                        | Into the Woods | Chưa công bố    |
| Golden Globe Awards                                  | ngày 11 tháng 1 năm 2015  | Best Actress in a Motion Picture – Comedy or Musical           | Emily Blunt | Chưa công bố    |
| Golden Globe Awards                                  | ngày 11 tháng 1 năm 2015  | Best Supporting Actress – Motion Picture                       | Meryl Streep | Chưa công bố    |
| Phoenix Film Critics Society                         | ngày 16 tháng 12 năm 2014 | Best Ensemble Acting                                           | Meryl Streep, Emily Blunt, James Corden, Anna Kendrick, Chris Pine, Johnny Depp, Lilla Crawford, Daniel Huttlestone, MacKenzie Mauzy, Tracey Ullman, Christine Baranski, Tammy Blanchard, Lucy Punch, Billy Magnussen, and Frances de la Tour | Đề cử           |
| Phoenix Film Critics Society                         | ngày 16 tháng 12 năm 2014 | Best Live Action Family Film                                   | Into the Woods | Đoạt giải       |
| Phoenix Film Critics Society                         | ngày 16 tháng 12 năm 2014 | Best Cinematography                                            | Dion Beebe | Đề cử           |
| Phoenix Film Critics Society                         | ngày 16 tháng 12 năm 2014 | Best Film Editing                                              | Wyatt Smith | Đề cử           |
| Phoenix Film Critics Society                         | ngày 16 tháng 12 năm 2014 | Best Costume Design                                            | | Đề cử           |
| Phoenix Film Critics Society                         | ngày 16 tháng 12 năm 2014 | Best Performance By a Youth – Male                             | Daniel Huttlestone | Đề cử           |
| Phoenix Film Critics Society                         | ngày 16 tháng 12 năm 2014 | Best Performance By a Youth – Female                           | Lilla Crawford | Đoạt giải       |
| San Diego Film Critics Society                       | ngày 15 tháng 12 năm 2014 | Best Production Design                                         | Dennis Gassner, Anna Pinnock | Đề cử           |
| Satellite Awards                                     | ngày 15 tháng 2 năm 2015  | Best Ensemble – Motion Picture                                 | Meryl Streep, Emily Blunt, James Corden, Anna Kendrick, Chris Pine, Johnny Depp, Lilla Crawford, Daniel Huttlestone, MacKenzie Mauzy, Tracey Ullman, Christine Baranski, Tammy Blanchard, Lucy Punch, Billy Magnussen, and Frances de la Tour | Unopposed       |
| Satellite Awards                                     | ngày 15 tháng 2 năm 2015  | Best Costume Design                                            | Colleen Atwood | Chưa công bố    |
| Satellite Awards                                     | ngày 15 tháng 2 năm 2015  | Best Sound (Editing and Mixing)                                | Blake Leyh, John Casali, Michael Keller, Michael Prestwoood Smith, and Renee Tondelli | Chưa công bố    |
| Satellite Awards                                     | ngày 15 tháng 2 năm 2015  | Best Visual Effects                                            | Christian Irles, Matt Johnson, and Stefano Pepin | Chưa công bố    |
| Screen Actors Guild Awards                           | ngày 25 tháng 1 năm 2015  | Outstanding Performance by a Female Actor in a Supporting Role | Meryl Streep | Chưa công bố    |
| St. Louis Film Critics                               | ngày 15 tháng 12 năm 2014 | Best Music Soundtrack                                          | | Đề cử           |
| Washington D.C. Area Film Critics Association Awards | ngày 8 tháng 12 năm 2014  | Best Ensemble                                                  | | Đề cử           |
| Washington D.C. Area Film Critics Association Awards | ngày 8 tháng 12 năm 2014  | Best Art Direction                                             | Dennis Gassner and Anna Pinnock | Đề cử           |